# Государство Пасундан
Государство Пасундан (индон. Negara Pasundan, сунд. Negara Pasundan) — независимое государство, впоследствии штат в составе Соединённых Штатов Индонезии (СШИ), существовавшее в 1947—1950 годах и располагавшееся в западной части острова Ява, в регионе компактного проживания сунданцев.

## История
Государство было основано 4 мая 1947 года как Республика Пасундан (индон. Republik Pasundan), однако в том же году оно было ликвидировано. 26 февраля 1948 года восстановлено под названием Государство Западная Ява (индон. Negara Jawa Barat). 24 апреля 1948 года переименовано в Государство Пасундан.
27 декабря 1949 года Пасундан вошёл в состав СШИ на правах штата. 11 марта 1950 года государство было упразднено; его территория вошла в состав восстановленной унитарной Республики Индонезии. Ныне территория бывшего Пасундана является частью провинций Западная Ява и Бантен. В современной Индонезии есть сторонники переименования провинции Западная Ява в провинцию Пасундан.